# Miljoenennota 2006
De Miljoenennota 2006 is een algemene toelichting van de Nederlandse regering op de verwachte inkomsten en de uitgaven in de Nederlandse Rijksbegroting voor het jaar 2006, zoals deze bekend is gemaakt op Prinsjesdag 2005.  

## Inhoud
In de miljoenennota 2006 worden de belangrijkste plannen van het kabinet voor het jaar 2006 besproken. Hierbij wordt ingegaan op de kosten en de invloed van deze plannen op de burgers en de bedrijven. Ook wordt in de Miljoenennota de algemene toestand van de Nederlandse economie besproken. Een belangrijk onderwerp zijn altijd ook de overheidsfinanciën. Wanneer er sprake is van een tekort (wat in de meeste jaren het geval is) wordt aangegeven hoe groot dit tekort is en hoe het zal worden gefinancierd.

## Geraamde uitgaven (in miljarden euro)
| Geraamde uitgaven                                      | Bedrag |
| ------------------------------------------------------ | ------ |
| Onderwijs, Cultuur en Wetenschap                       | 27,9   |
| Sociale Zaken en Werkgelegenheid                       | 24,4   |
| Gemeente- en Provinciefonds                            | 14,2   |
| Rente staatsschuld                                     | 13,2   |
| Volksgezondheid, Welzijn en Sport                      | 12,7   |
| Buitenlandse Zaken / Internationale Samenwerking / EU  | 11,2   |
| Verkeer en Waterstaat / FES en Infrastructuurfonds     | 8,4    |
| Defensie                                               | 7,8    |
| Binnenlandse Zaken en Koninkrijksrelaties              | 5,5    |
| Justitie / Vreemdelingenzaken en Integratie            | 5,4    |
| Financiën                                              | 3,9    |
| Volkshuisvesting, Ruimtelijke Ordening en Milieubeheer | 3,4    |
| Landbouw, Natuur en Voedselkwaliteit                   | 2,1    |
| Economische Zaken                                      | 1,6    |
| Diversen                                               | 5,0    |
| Totaal                                                 | 146,7  |

### Geraamde uitgaven collectieve sector
| Geraamde uitgaven collectieve sector   | Bedrag |
| -------------------------------------- | ------ |
| Rijk (excl. Sociale Zekerheid en Zorg) | 97,3   |
| Sociale Zekerheid                      | 57,3   |
| Zorg                                   | 43,8   |
| Totaal                                 | 198,4  |

## Geraamde inkomsten (in miljarden euro)
| Geraamde inkomsten                                       | Bedrag |
| -------------------------------------------------------- | ------ |
| Kostprijsverhogende belastingen                          | 63,8   |
| Belastingen op inkomen, winst en vermogen                | 51,3   |
| Niet-belastingontvangsten (waarvan 6,5 miljard gasbaten) | 22,3   |
| Totaal                                                   | 137,4  |

### Geraamde inkomsten collectieve sector
| Geraamde inkomsten collectieve sector | Bedrag |
| ------------------------------------- | ------ |
| Belastingen                           | 115,1  |
| Premies                               | 76,4   |
| Totaal                                | 191,5  |

## Geraamd tekort
Het begrotingstekort wordt geraamd op 1,8 procent van het bbp.